# Rakovník
Rakovník (Duits: Rakonitz) is een Tsjechische stad in de regio Midden-Bohemen en maakt deel uit van het district Rakovník.
Rakovník telt 15.142 inwoners.

## Geografie

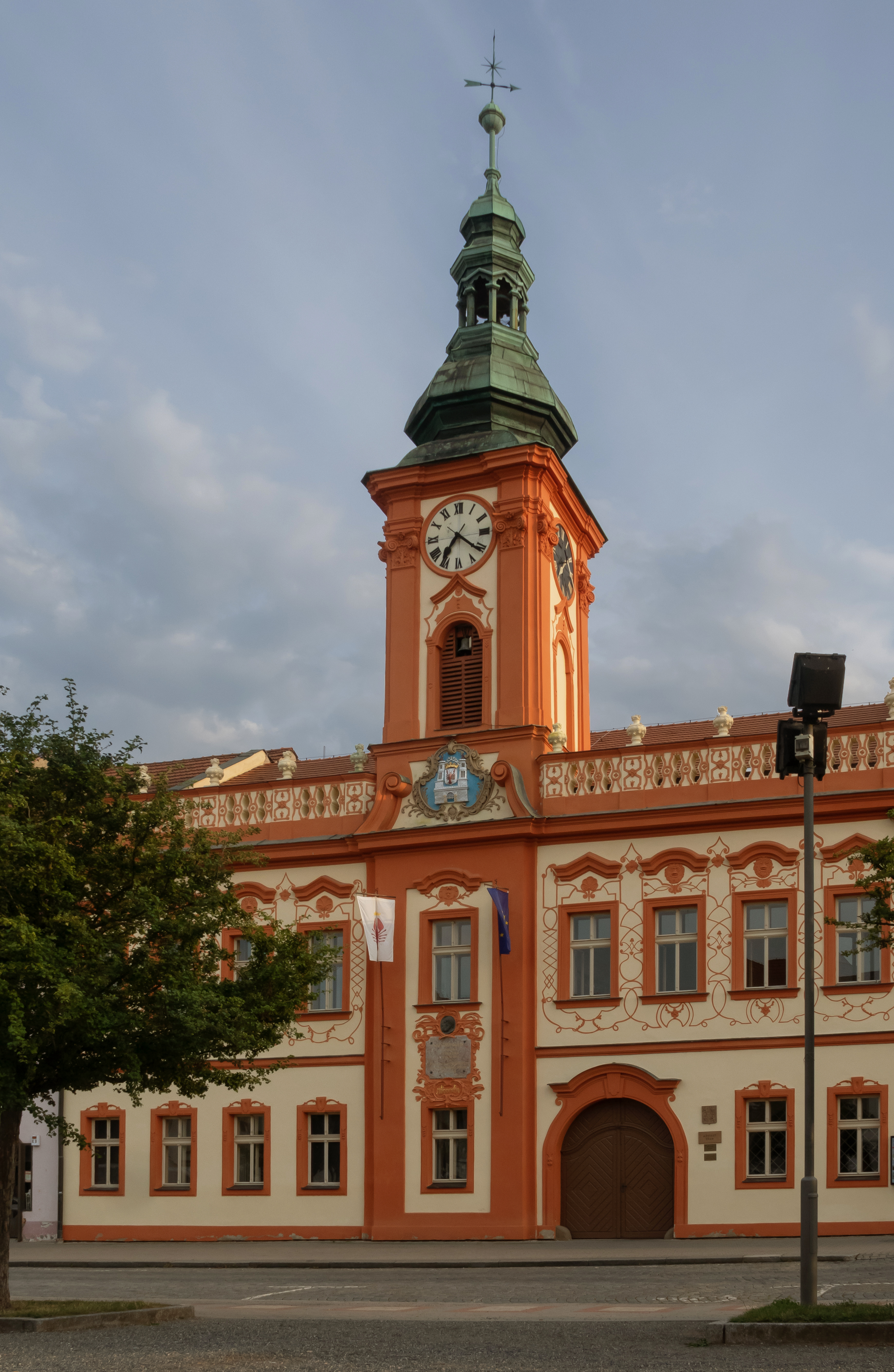
Stadhuis van Rakovník

Rakovník is gelegen tussen Praag en Pilsen (resp. op 40 en 45 km afstand), nabij het Křivoklátbos en -natuurpark. Voordat de stad gebouwd werd was het gebied een moerassige vallei.
Rakovník is het administratieve, industriële en culturele centrum van het district Rakovník. De stad bestaat uit twee kernen: Rakovník I (de historische kern) en Rakovník II.

## Etymologie
Volgens een oud volksverhaal is de naam Rakovník afkomstig is van het woord rak (rivierkreeft), welke gegeten werd ten tijde van honger. Dat zou ook de reden zijn dat de rivierkreeft staat afgebeeld op de vlag en het wapen van de stad. Een plausibelere verklaring is echter dat de naam verwijst naar begroeiing langs de Rakovníkbeek.

## Geschiedenis

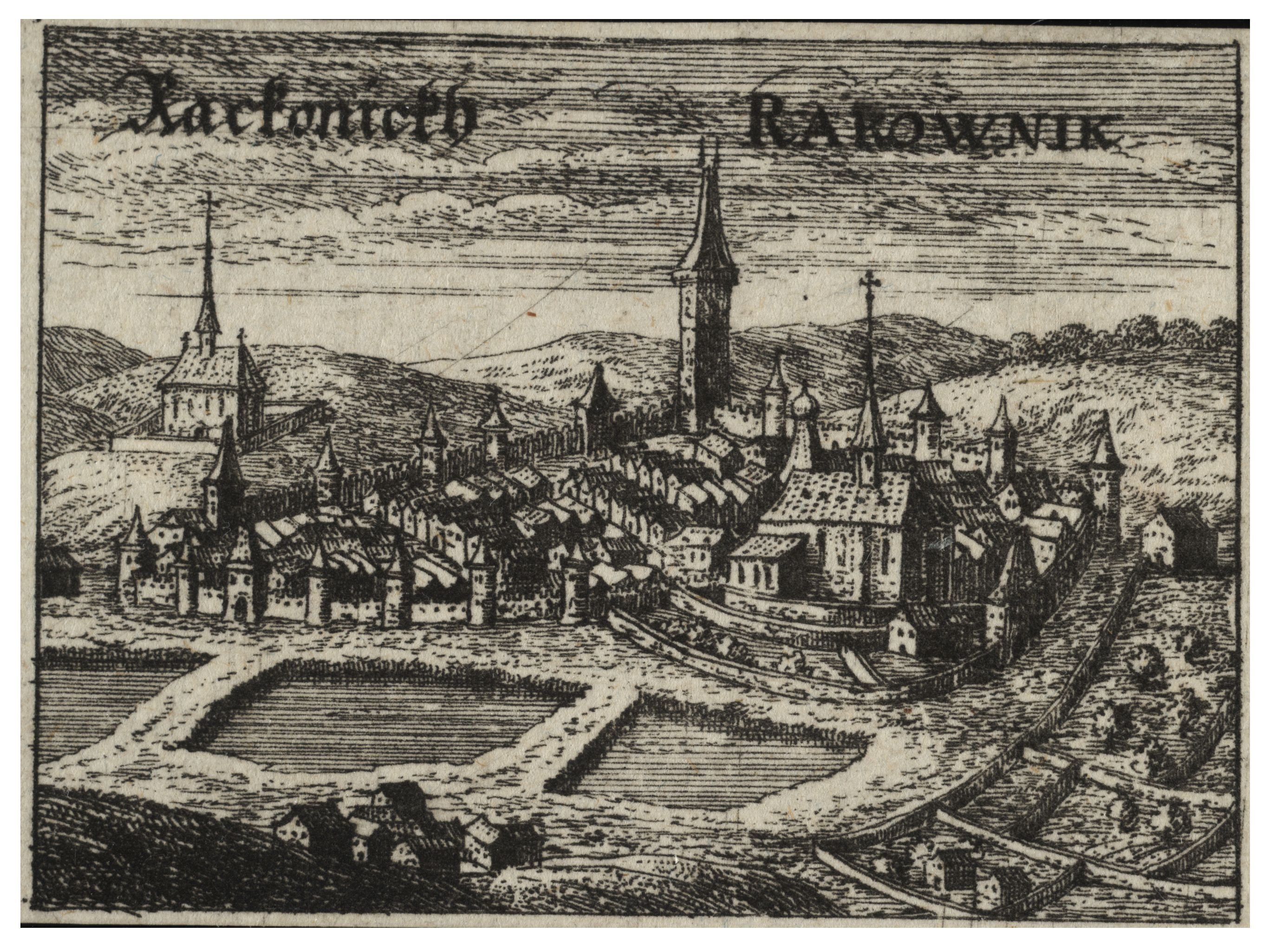
Rakovník in de 17e eeuw, getekend door Wenceslas Hollar

Rakovník is in 1252 gesticht. Křivoklát was toentertijd het bestuurlijk centrum, terwijl Rakovník een marktdorp was nabij het kasteel van Křivoklát.
In de tweede helft van de 16e eeuw groeide het dorp in rap tempo. Er werden stadsmuren en -poorten gebouwd, evenals de Kerk van de Heilige Drie-eenheid en een begraafplaats. Ook werd bierbrouwen populair en al snel werd het Rakovníkbier bekend in het hele land. In de 17e eeuw ging de stad gebukt onder het geweld en de hongersnood van de Dertigjarige Oorlog, rukte de pest op en vonden er overstromingen plaats, waardoor het aantal inwoners sterk terugliep.
In de 19e eeuw kreeg de stad een heropleving toen er nieuwe bedrijfspanden en huizen werden gebouwd en nieuwe straten werden aangelegd. Oude straten werden gerepareerd en er werden nieuwe wegen aangelegd naar omliggende plaatsen. In 1833 werd een middelbare school geopend, waar schrijver Zikmund Winter van 1874–1884 lesgaf.
Tot 1918 behoorde de stad tot de Habsburgse monarchie en lag, na het compromis van 1867, op Oostenrijkse grondgebied in het district Rakonitz – Rakovnik, een van de 94 Bezirkshauptmannschaften van Bohemen.
In de 20e eeuw kwam het sociale en culturele leven flink op gang. In de loop der jaren werden diverse faciliteiten geopend, waaronder Masaryk's bedrijfshogeschool, een gymnasium en een ziekenhuis. In de Tweede Wereldoorlog is er in Rakovník niet gevochten, maar er zijn wel (Joodse) inwoners omgekomen in concentratiekampen. Vanaf 1950 groeide Rakovník uit tot een regionaal belangrijke stad en nam het aantal inwoners weer toe.

## Economie
De Rakovník-brouwerij werd gesticht in 1454 en is een van de oudste van het land. Bier wordt verkocht onder de merknaam Bakalář.
In 1875 werd een zeepfabriek geopend onder de naam Otta (later: Rakona). Tegenwoordig is de fabriek in handen van Procter & Gamble.
In 1883 werd een keramiekfabriek geopend onder de naam Rakovnické keramické závody (Nederlands: Rakovník-keramiekfabriek). Tegenwoordig is de merknaam in handen van Lasselsberger en is de fabriek de grootste sanitairfabriek van het land.

## Verkeer en vervoer

### Wegen
Rakovník is verbonden via de wegen II/227 Žatec - Rakovník - Křivoklát, II/228 Jesenice - Rakovník, II/229 Kralovice - Rakovník - Louny, II/233 Plzeň - Radnice - Slabce - Rakovník en II/237 Rakovník - Nové Strašecí - Třebíz. Een deel van de wegen loopt door en een deel van de wegen loopt langs de stad.

### Buslijnen
De meeste buslijnen in Rakovník (stad en regio) worden gereden door Transdev Střední Čechy. Het busstation is centraal gelegen en is een groot, regionaal knooppunt.
Ook wordt Rakovník bediend door buslijnen uit Praag, te weten lijn 561, 562 en 583.

### Spoorlijnen
Rakovník ligt op het kruispunt van de spoorlijnen 120, 126, 161, 162 en 174. Lijn 120 Praag - Kladno - Rakovník is een enkelsporige lijn en onderdeel van het hoofdnetwerk en geopend in 1871. Er rijden stop- en sneltreinen over de lijn. Lijn 126 Most - Rakovník is een enkelsporige lijn en eveneens onderdeel van het hoofdnetwerk. Lijn 126 is geopend in 1904. Lijn 161 Rakovník - Bečov nad Teplou is geopend in 1897 en is een enkelsporige regionale lijn. Lijn 162 Rakovník - Kralovice u Rakovníka is eveneens een enkelsporige regionale lijn. De lijn is geopend in 1899. Oorspronkelijk liep lijn 162 door naar Mladotice. Lijn 174 Beroun - Rakovník is een enkelsporige lijn en onderdeel van het hoofdnetwerk. Deze lijn is in 1878 geopend.
Rakovník heeft een centraal station waar bovengenoemde spoorlijnen samenkomen en daarnaast nog twee kleinere stations: Rakovník aan lijn 120 en Rakovník západ aan lijn 161.

## Bezienswaardigheden

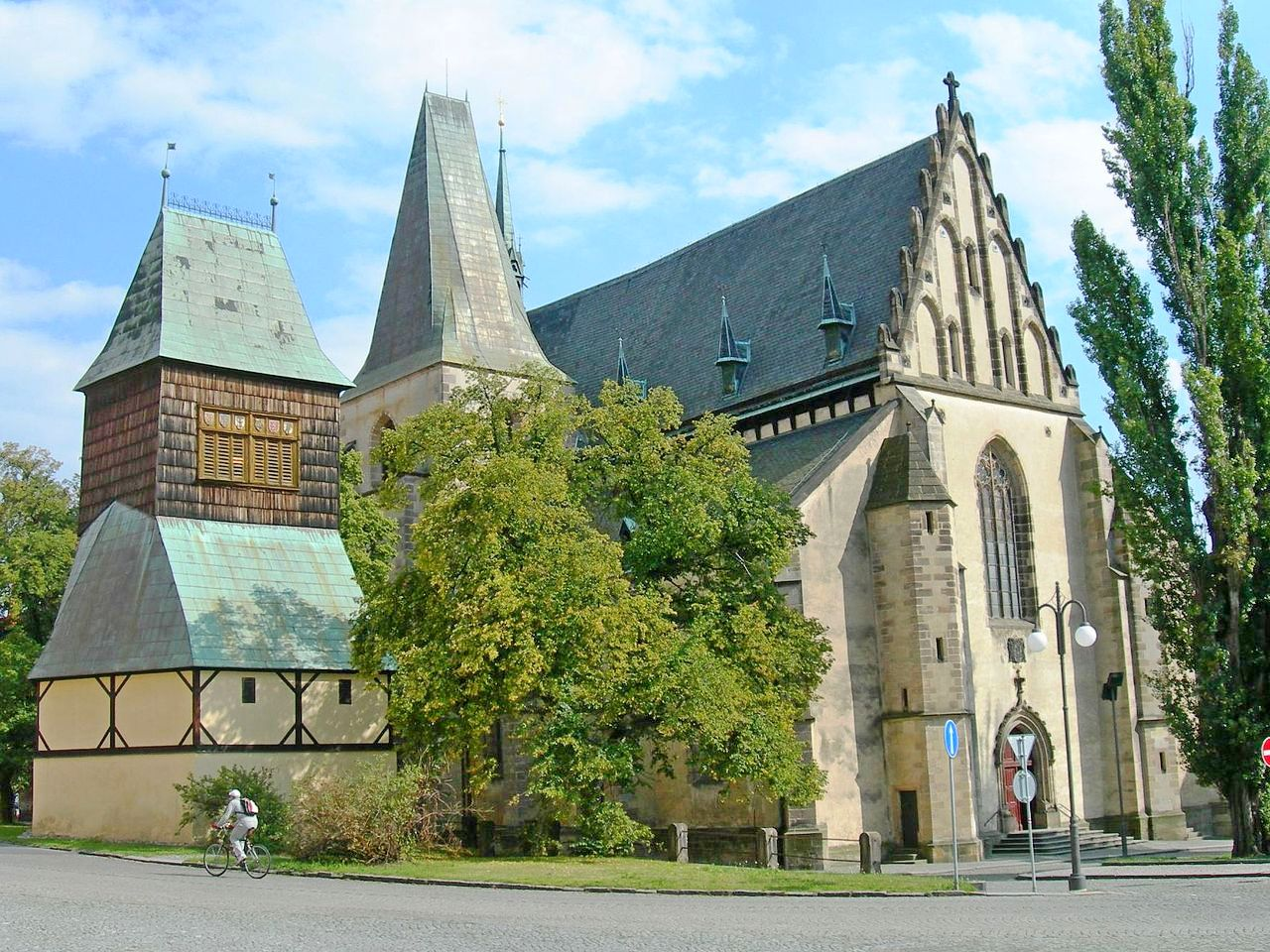
Sint-Bartholomeüskerk

Het centrum van de stad is historisch en tevens beschermd stadsgezicht. De historische kern van de stad wordt vooral gevormd door het 400 meter lange Husovoplein, het tweede grootste plein van Tsjechië. Op het plein staat het uit de 16e eeuw daterende stadhuis, deels gebouwd in barokstijl. Het plafond heeft een frescobeschildering waarop te zien is hoe Rakovník er in de 16 eeuw uitzag.
Aan de oostkant van het plein staat de gotische Sint-Bartholomeüskerk, daterend uit de 13e eeuw. Eerder stond op die plek al een kerk die was toegewijd aan Sint Nicolaas. Naast de kerk staat een klokkentoren uit 1495. De toren wordt beschouwd als de mooiste gotische klokkentoren van Tsjechië en een van de mooiste van Europa. De klok heeft een doorsnede van 1,6 meter.
In Rakovník staat ook een kerk toegewijd aan de Heilige Drie-eenheid (uit de 16 eeuw) en een gotische kerk toegewijd aan Sint-Gillis de Eremiet.
Ook staat er een voormalige synagoge die tegenwoordig in gebruik is als cultureel centrum. In de synagoge is ook de Václav Rabas-galerij te bezichtigen.

## Stedenbanden
Rakovník heeft stedenbanden met:
- Dietzenbach, Duitsland
- Istra, Rusland
- Kościan, Polen
- Kráľovský Chlmec, Slowakije

## Galerij

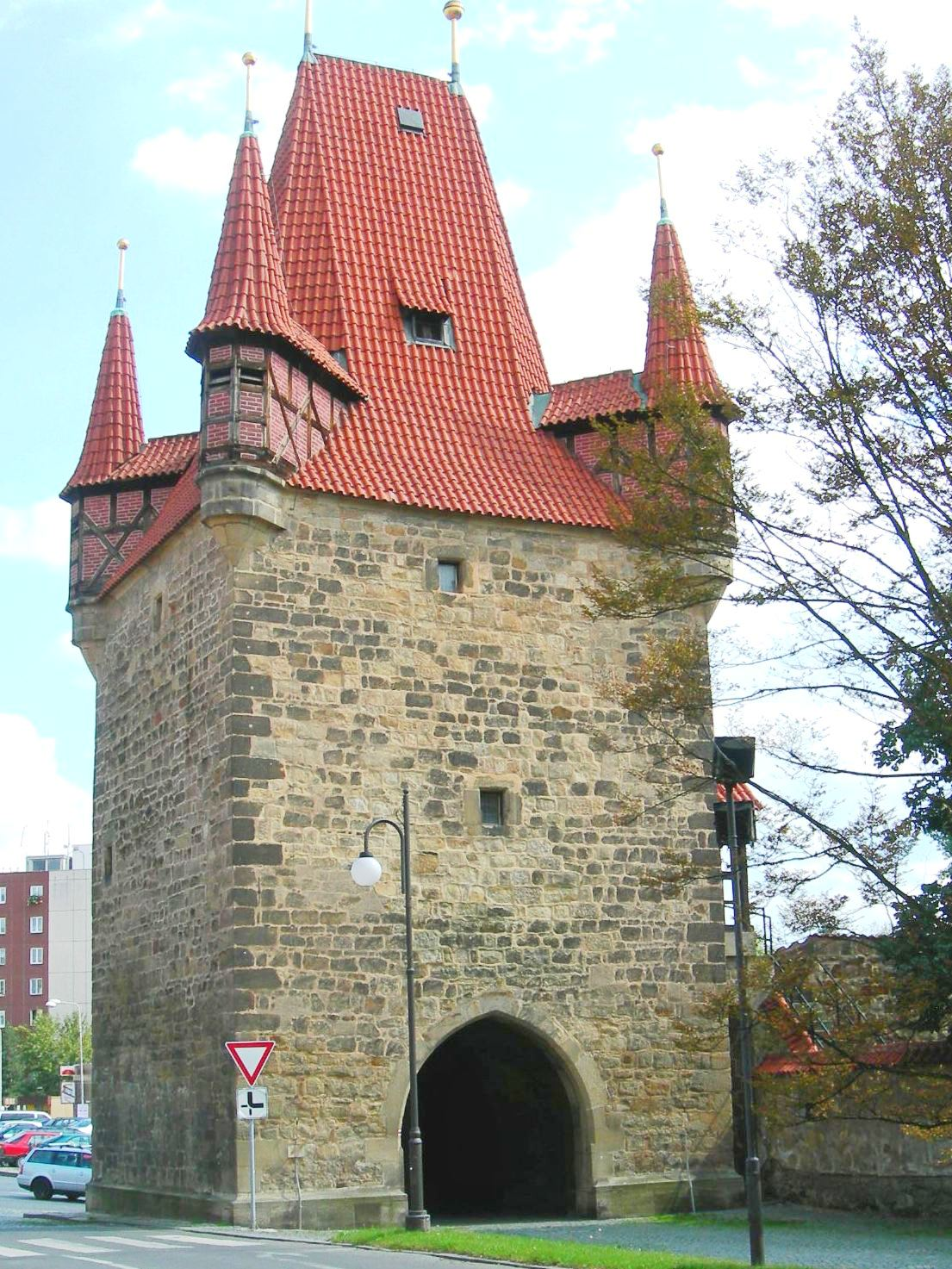
Praagsepoort (een van de voormalige stadspoorten)
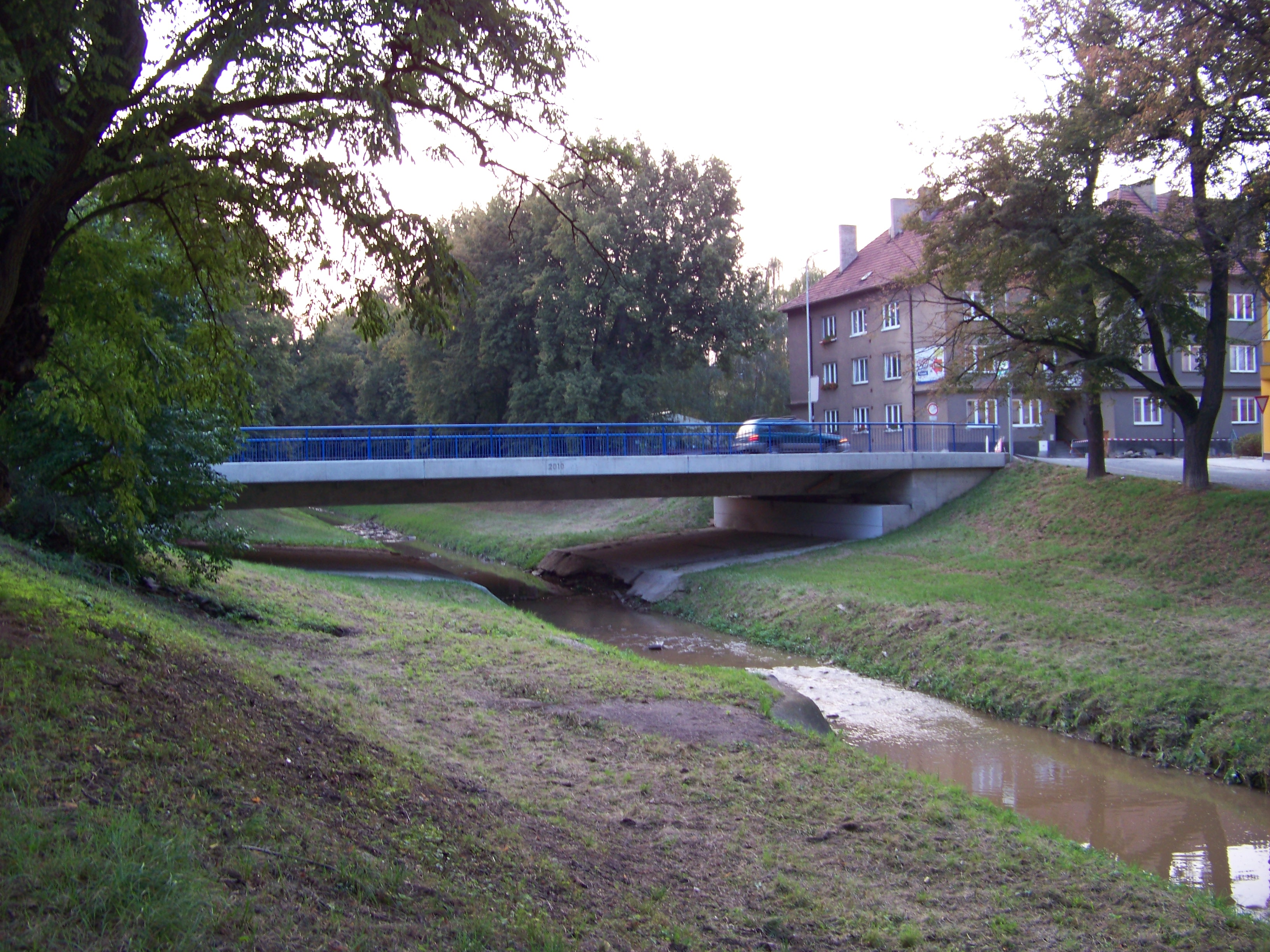
Brug bij de Nádražnístraat over de Rakovníkbeek
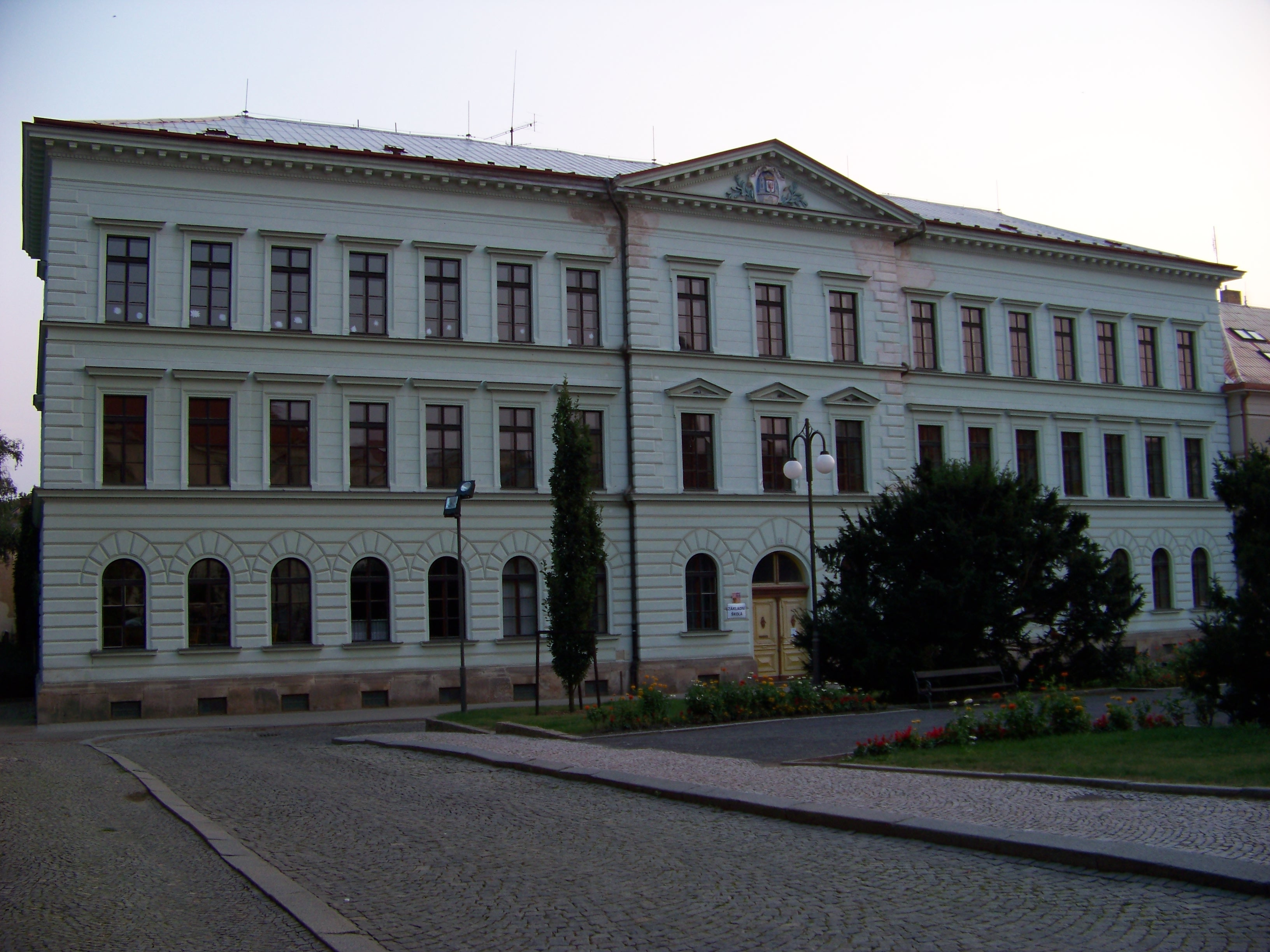
Basisschool in Rakovník
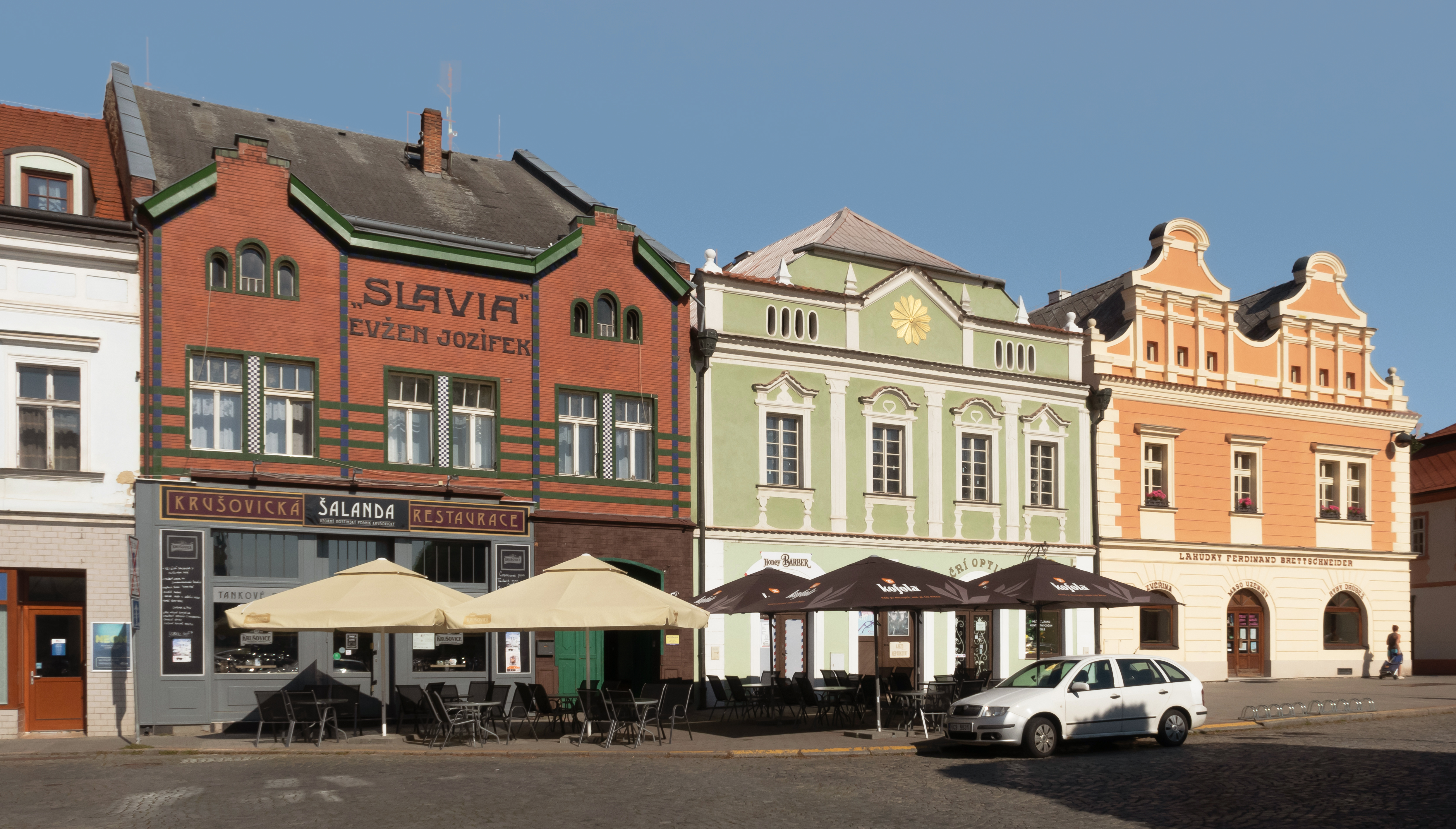
Winkelstraat in Rakovník
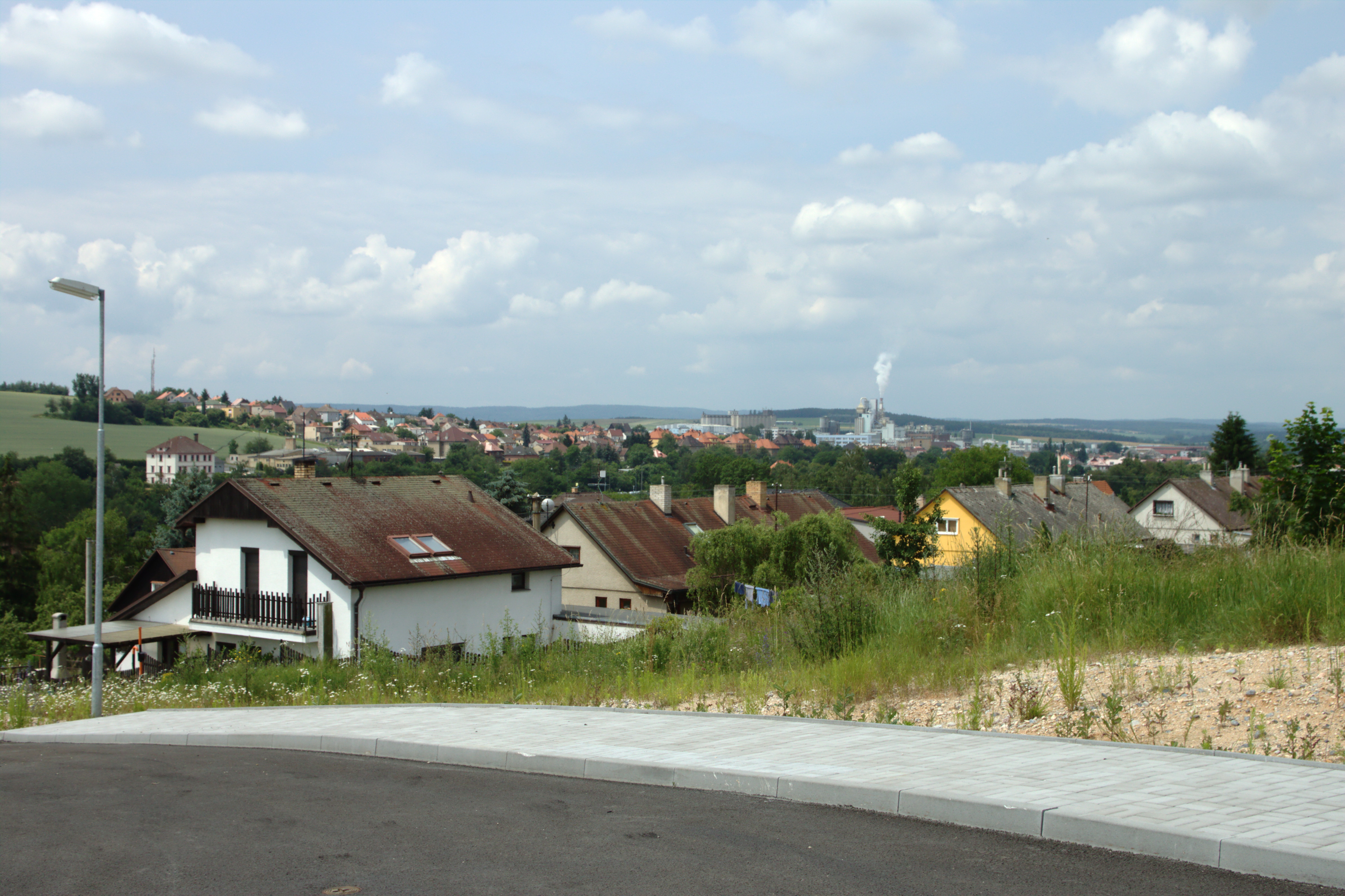
Blik op Rakovník vanuit het zuidwesten
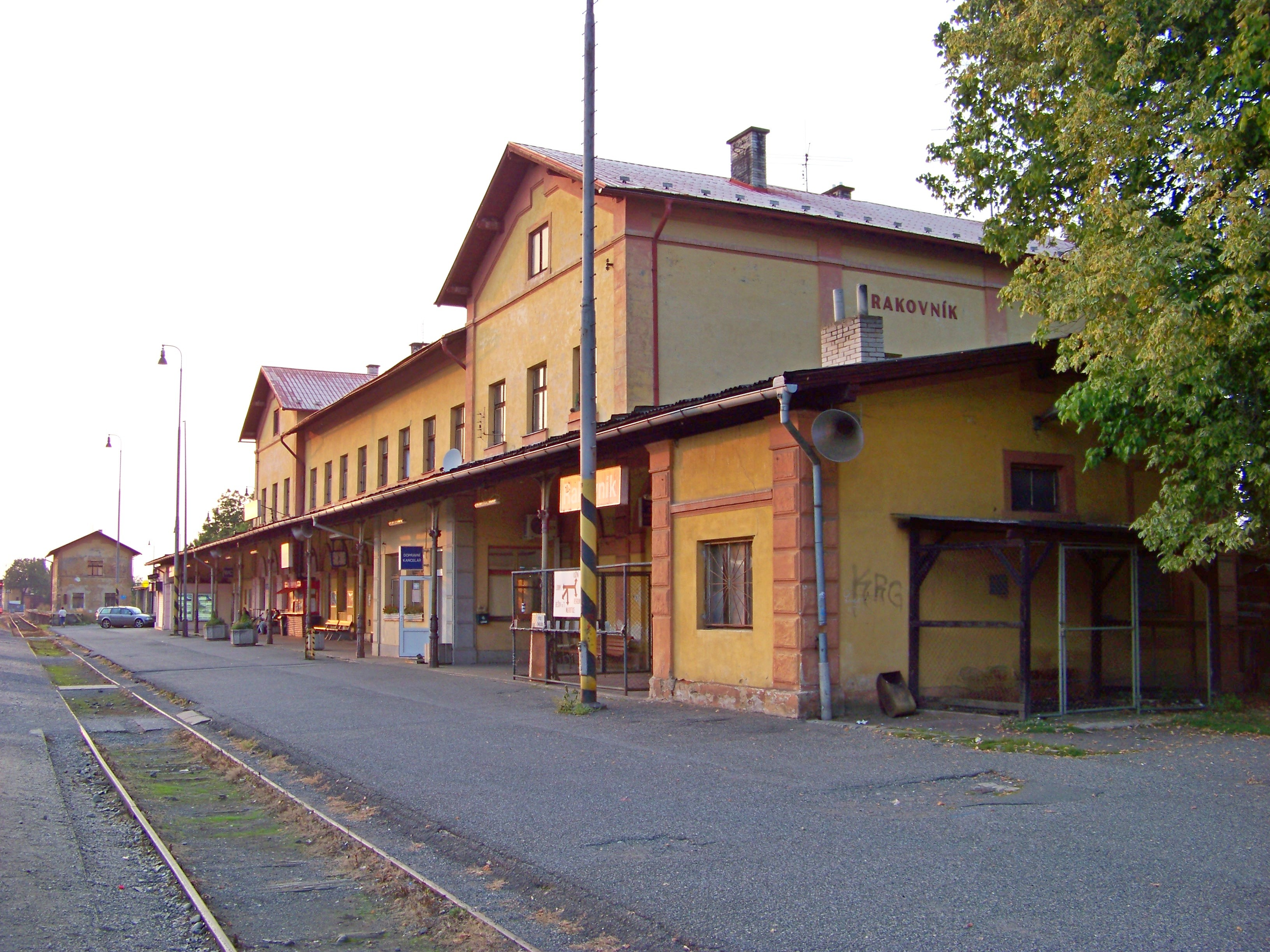
Station Rakovník
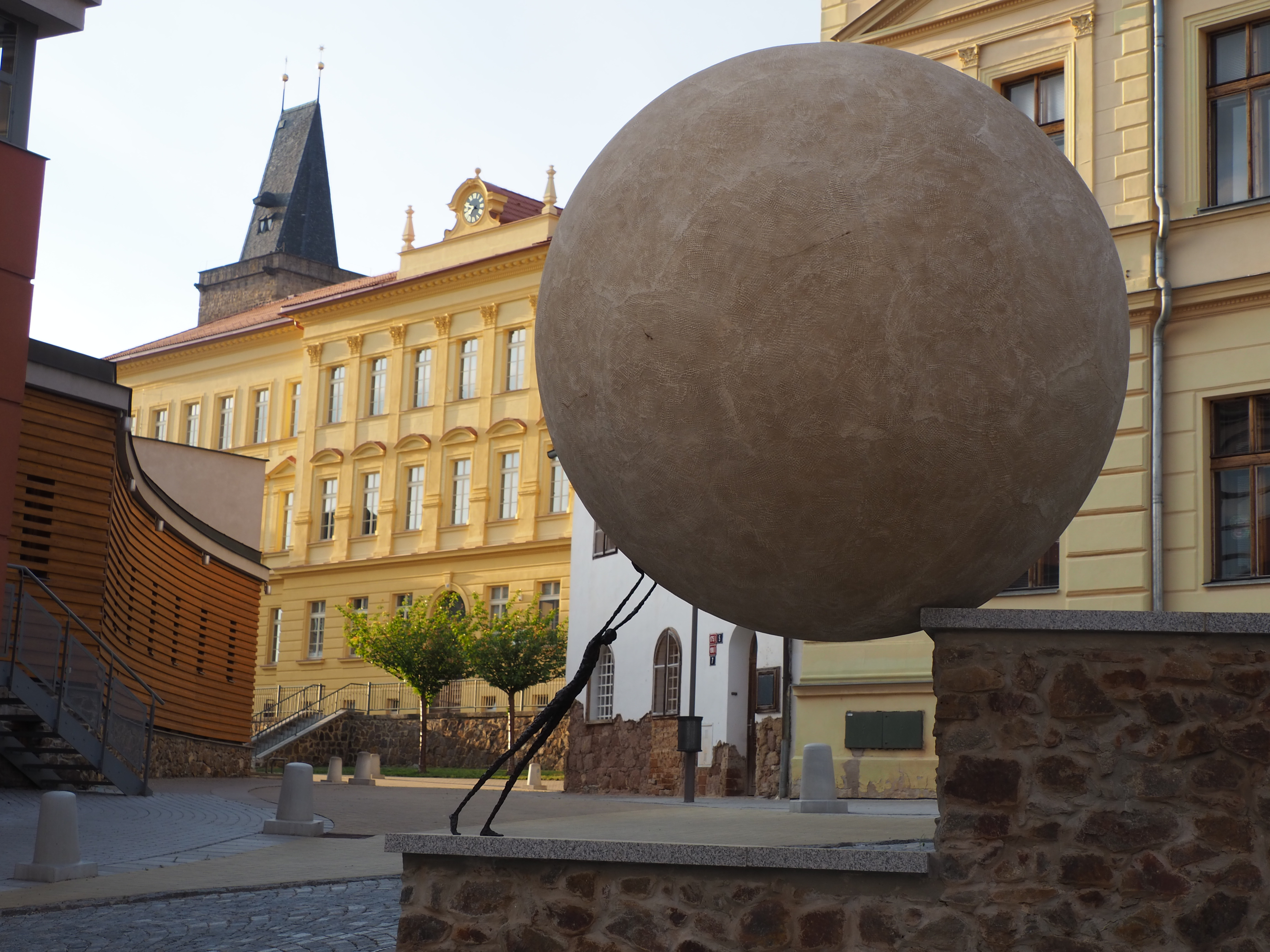
Beeld van Sisyfus door Petr Holeček en Dalibor Blažek
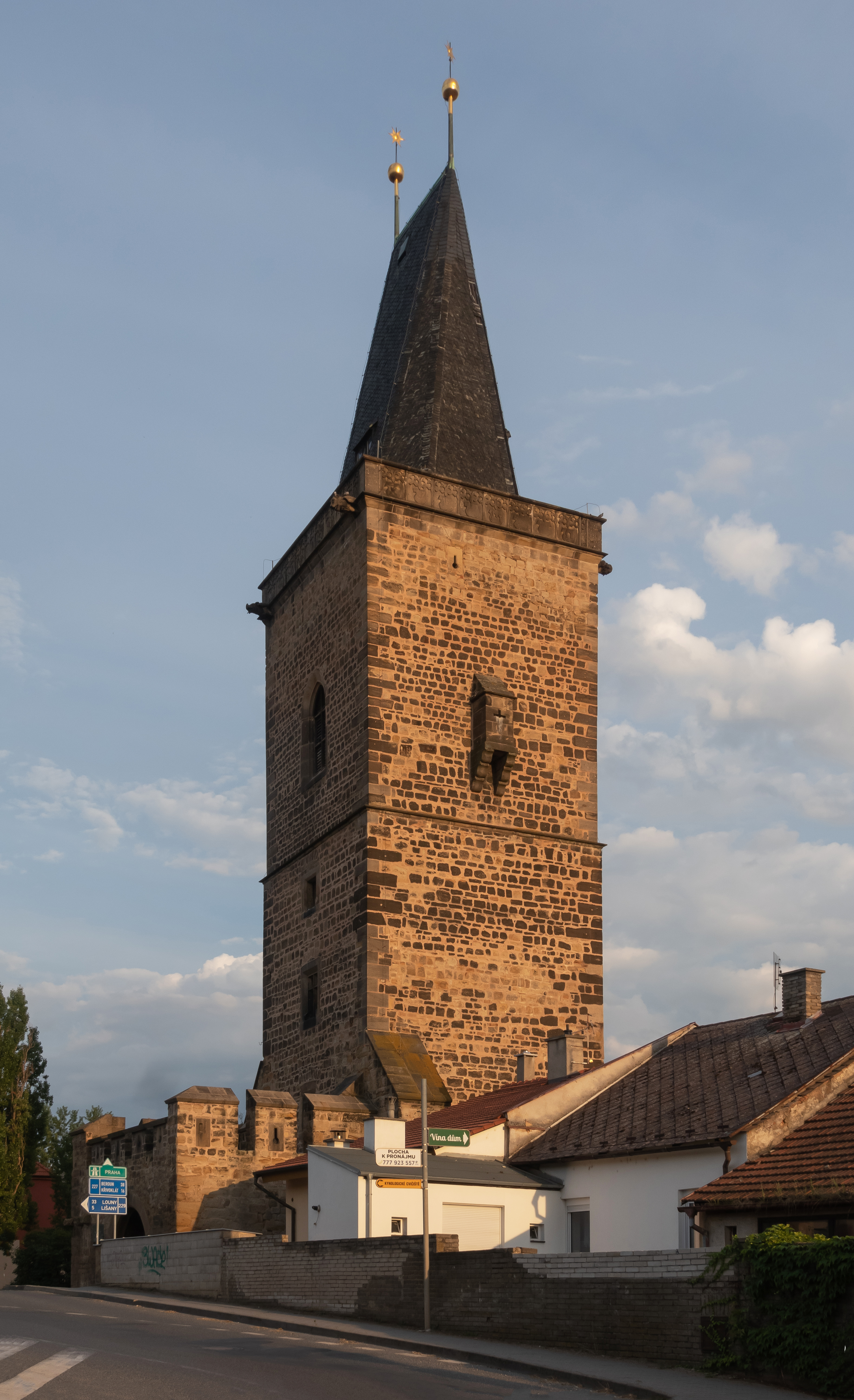
Toren: Vysoká brána
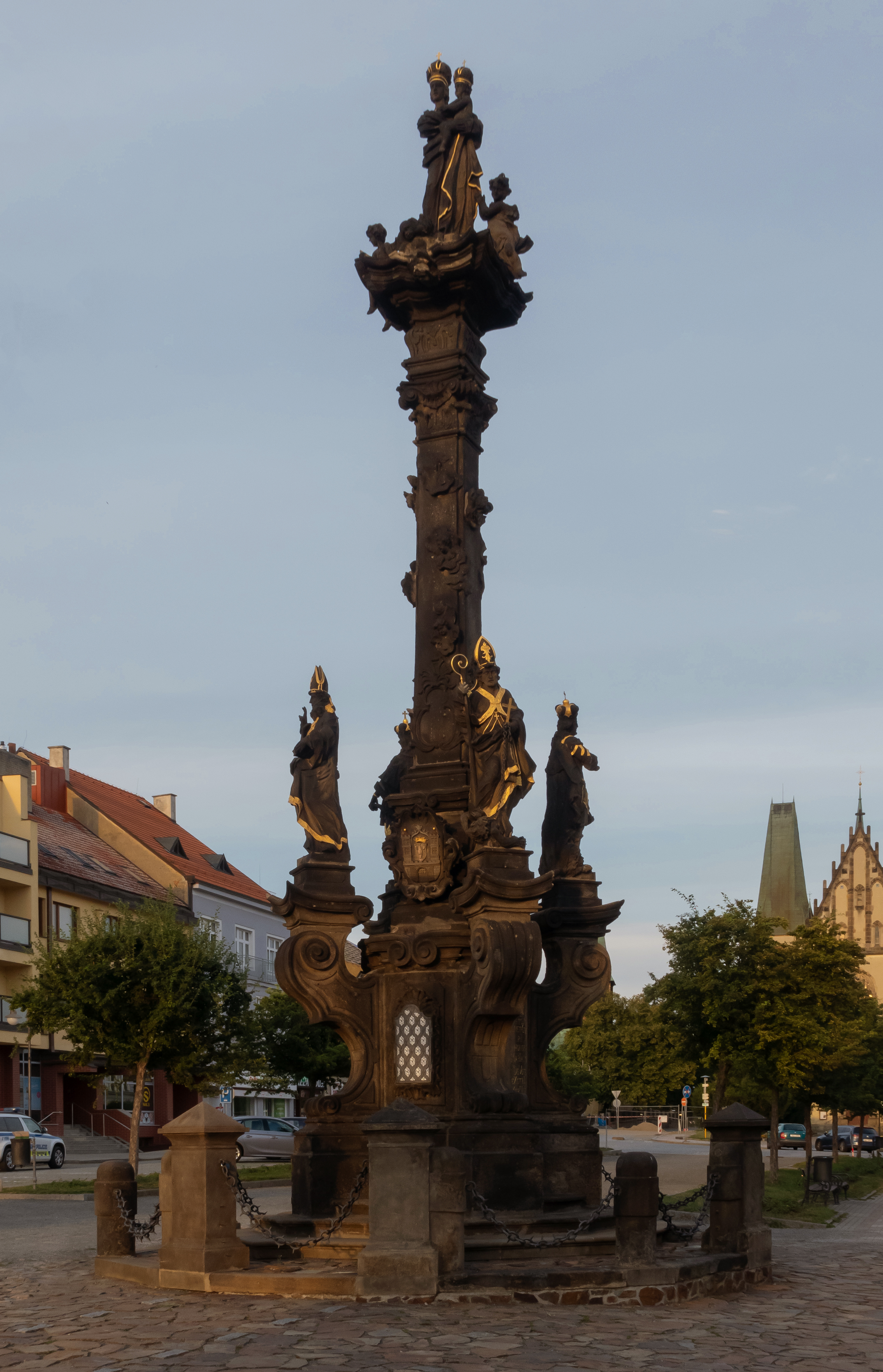
Sculptuur: sousoší Panny Marie